# Кекертак
Кекертак (гренл. Qeqertaq, датское название Эен, дат. Øen) — посёлок на острове у южного побережья полуострова Нууссуак в коммуне Аванаата (ранее Каасуитсуп) в Западной Гренландии. Численность населения на 2008 год составляет 136 человек. Основан в 1830 году.

## Транспорт
Air Greenland обслуживает деревню в рамках государственного контракта, при полетах из Кекертака в Илулиссат. Летом и осенью, когда воды залива допускают навигацию, транспортная коммуникация между населенными пунктами проводится только по морю и обслуживается компанией Дисколайн. Паромное сообщение  соединяет Кекертак с Саккаком, Окаатсутом и Иллуссиатом.